# Прованcальські Альпи й Передальпи
44°17′14″ пн. ш. 6°30′17″ сх. д. / 44.28722222° пн. ш. 6.50472222° сх. д.
Прованcальські Альпи й Передальпи (фр. Alpes et Préalpes de Provence) — гірський масив у південно-західній частині Альп, розташований у Провансі-Альпах-Лазурному березі (Франція). Провансальські Альпи й Передальпи охоплюють південно-західну частину французьких Передальп.

## Етимологія
Прованс — історична область, яка сьогодні є частиною адміністративного регіону Прованс-Альпи-Лазурний берег.

## Географія
Адміністративно ареал належить до французьких департаментів Воклюз, Приморські Альпи та Альпи Верхнього Провансу.
Західні схили хребта зрошуються річкою Рона через Дюранс та інші притоки, тоді як південно-східна частина — Варом і кількома меншими річками, які впадають безпосередньо в Середземне море.

## Відомі вершини

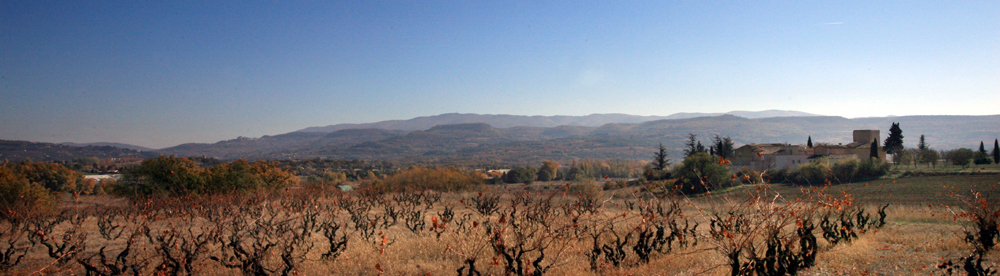
Люберон, у південно-західній частині ареалу; вигляд з півн.-зах.

Деякі відомі вершини хребта такі:
| Назва              | метрів | футів |
| ------------------ | ------ | ----- |
| Тет-де-де-л'Естроп | 2961   | 9712  |
| Гранд-Сеолан       | 2909   | 9542  |
| Труа-Евеше         | 2818   | 9243  |
| Шеваль-Блан        | 2323   | 7619  |
| Мурр-де-Шаньє      | 1930   | 6330  |
| Ванту              | 1912   | 6271  |
| Монтань-де-Люр     | 1826   | 5989  |

## Мапи
- Французька офіційна картографія (Institut Géographique National — IGN); он-лайн версія: www.geoportail.fr [Архівовано 2007-11-13 у Wayback Machine.]